# Association du barreau du Ghana
Pour les articles homonymes, voir GBA.
L' Association du barreau du Ghana (Ghana Bar Association, GBA) est une association professionnelle d'avocats au Ghana, comprenant ce que l'on appelait autrefois des avocats et des avocats mais qui sont maintenant appelés des praticiens du droit, ainsi que des magistrats. Par convention, tous les avocats admis à pratiquer au Ghana deviennent automatiquement membres de l'association. Le premier président du barreau ghanéen était l'avocat sierra-léonais Frans Dove.

## Histoire et adhésion
Le Parlement britannique a établi la Cour suprême de justice de la colonie de la Côte-de-l'Or en 1876, avec un juge en chef et pas plus de quatre juges puînés. John Mensah Sarbah (en) a été le premier originaire du Ghana à être admis au barreau par Lincoln's Inn en 1887. Le système juridique était basé sur celui de l'Angleterre, dans lequel les avocats fournissent des conseils juridiques et préparent des documents juridiques tandis que les avocats agissent comme avocats devant les tribunaux. Cependant, cette division n'a pas été observée dans la pratique au Ghana et, en 1960, une loi a aboli la distinction. Jusqu'à la création de l'École de droit du Ghana en 1958, tous les avocats étaient formés à l'étranger, presque toujours au Inns of Court en Angleterre. En 2011, il y avait environ 2 500 avocats en exercice, bien que tous ne se soient pas inscrits comme membres de l'Ordre des avocats.
L'Association du barreau du Ghana est membre de l'Association internationale du barreau.

## Présidents
L'actuel président national de la GBA est Anthony Forson Jr.
Parmi les anciens présidents de l'ACS figurent: 
- Robert Samuel Blay (1957-1959) et (1960-1962)
- Archie Casely-Hayford (1959–1960)
- J. B. Danquah (1962-1963)
- Victor Owusu (en) (agissant de 1963 à 1965) et (de 1965 à 1966)
- William Ofori-Atta (en) (1966-1967)
- Joe Appiah (1967-1970)[8],[9]
- Joe Reindorf (en) (1970-1971)
- Edward Nathaniel Moore (en) (1971-1972)
- J.B. Quashie-Idun (1972–1976)
- J.K.F. Adadevoh (1976-1979)
- WAN Adumoah-Bossman (1979-1981)[10]
- E.D. Kom (1981-1982)
- JK Agyemang (1982–1985)
- Peter Ala Adjetey (en) (1985-1989)
- Anthony K. Mmieh (1989–1992? )
- Nutifafa Kuenyehia (1992-1995)[11]
- Sam Okudzeto (en)(1995-1998) [12]
- Joseph Ebow Quashie (1998-2001)[13]
- Paul Adu-Gyamfi (2001–? )[14]
- Salomon Kwame Tetteh[15]
- Nii Osah Mills (2007-2008)[16],[17]
- Frank Beecham (2009-2012) [18]
- Nene Amegatcher (2012-2015)
- Benson Nutsukpui 2015-2018[19].
- Anthony Forson Jr 2018-présent

Nene Amegatcher a été élue président de la GBA le 20 septembre 2012, avec Peter Zwennes comme vice-président.

## Controverse
En octobre 2010, le vice-président de la GBA, le juge Kusi-Minkah Premo, a appelé le juge en chef et le Conseil à éliminer les incohérences, la corruption et les fautes commises par les juges. En avril 2011, le président national Frank W.K. Beecham a pris la parole pour défendre le juge E.K. Ayebi, un juge qui avait été attaqué après avoir acquitté 14 accusés lors d'un procès pour meurtre.
En juillet 2011, quatre avocats ont fait état d'allégations de corruption généralisée parmi les juges. La GBA a condamné les quatre personnes pour avoir fait des allégations sans fondement et leur a demandé de nommer les juges. Un autre avocat a ouvertement avoué avoir soudoyé un juge. La GBA a déclaré qu'elle prendrait des mesures légales pour le poursuivre. Les quatre avocats ont été mis sur liste noire par l'Association des magistrats et des juges. Eux et d'autres ont déclaré qu'ils envisageaient de créer une association alternative. L'Association du barreau du Ghana a tenu son assemblée générale annuelle à Cape Coast en septembre 2011, peu de temps après que deux magistrats aient été limogés pour avoir demandé des pots-de-vin. Le président de la GBA, Frank Beecham, a ensuite déclaré que l'association lutterait contre la corruption sous toutes ses formes. La GBA mettrait en place une unité chargée des plaintes pour recevoir les plaintes pour corruption et garantir que les contrevenants soient poursuivis.

## Voir également
- Conseil juridique général (en)